# Yago Gomes
Yago Gomes do Nascimento (* 8. September 2001 in Beberibe) ist ein schweizerisch-brasilianischer Fussballspieler.

## Karriere
Gomes begann seine Karriere bei den Schweizer Amateurvereinen FC Ems und FC Flums, bevor er in die Jugend des FC St. Gallen wechselte. 2017 schloss er sich dem liechtensteinischen Hauptstadtklub FC Vaduz an. Beim FCV wurde er 2018 in die zweite Mannschaft befördert und gab am 26. Mai 2019 (36. Spieltag) zudem sein Debüt für die erste Mannschaft in der zweitklassigen Challenge League, als er beim 2:6 gegen den FC Lausanne-Sport in der 70. Minute für Gabriel Lüchinger eingewechselt wurde. In der folgenden Spielzeit kam er zu zehn Einsätzen in der ersten Mannschaft, mit der er zur Saison 2020/21 in die Super League aufstieg. Am 17. Dezember 2020 debütierte er beim 0:2 gegen Lausanne-Sports in der höchsten Schweizer Spielklasse, als er in der 81. Minute für Manuel Sutter in die Partie kam.
Mitte 2022 wechselte er zur U21 des FC St. Gallen.

## Erfolge
- Liechtensteiner Cup: 2022